# Ceraclea fulva
Ceraclea fulva är en nattsländeart som först beskrevs av Jules Pièrre Rambur 1842.  Ceraclea fulva ingår i släktet Ceraclea och familjen långhornssländor. Arten är reproducerande i Sverige. Inga underarter finns listade i Catalogue of Life.